# Spectre fréquentiel
Le spectre fréquentiel d'un domaine temporel d'un signal est la représentation de ce signal dans le domaine fréquentiel. Le spectre fréquentiel peut être généré par la transformée de Fourier du signal, et les valeurs résultantes sont généralement présentées selon l'amplitude et la phase, toutes deux tracées en fonction de la fréquence.